# Flygvapnets flygskola
Flygvapnets flygskola (FlygS), är en truppslagsskola för luftförbanden inom svenska flygvapnet som verkat i olika former sedan 1926. Förbandsledningen är förlagd i Linköpings garnison i Linköping.

## Historik
Flygskolan bildades den 1 juli 1926 i Ljungbyhed, och går fram till 1997 hand i hand med Krigsflygskolans historik. I slutet av 1940-talet omorganiserades hela Krigsflygskolan, där bland annat flygskolan delades upp i två flygskolor, Första och Andra flygskolan. Första flygskolan utbildade piloter med realexamen, och Andra flygskolan utbildade piloter med enbart folkskola som grund.
I samband med att Krigsflygskolan tog steget in i jetåldern 1955, fördelades utbildningen av jetflygplan till Första flygskolan och propellerflygplan till Andra flygskolan. Där Andra flygskolan förlades till Rinkaby flygbas. När sedan SK 60 tillfördes till Krigsflygskolan, började flygtiden mellan de två skolorna hamna i obalans, då Första flygskolan stod för cirka 80 procent av den totala flygtiden. För att nå en balans och en högre effektivitet slogs de båda skolorna samman 1969 till en flygskola. Fram till 1969 hade flygutbildningen organiserats på två flygskolor med vardera en 1:e lärare som chef (motsvarande flygchef), och två avdelningar per GFU-omgång. Efter 1969 blev 1:e-läraren flygchef och varje GFU-omgång organiserades som en division. Den nya flygskolan bestod av fem flygdivisioner, och Krigsflygskolan ansågs då som världens största flygförband, eftersom då all flygande personal i flygtjänsthänseende tillhörde Flygskolan.
Den 13 december 1996 antog riksdagen regeringens proposition 1996/97:4, vilken var etapp 2 i försvarsbeslutet 1996. Där beslutades bland annat om en avveckling av Krigsflygskolan (F 5) i Ljungbyhed, med hänvisning till att krigsförbandsproducerande flygflottiljer i första hand borde vidmakthållas. Krigsflygskolan skulle avvecklas senast den 30 juni 1998. Flygutbildningen vid Flygskolan skulle överföras till Skånska flygflottiljen (F 10). Vid Skånska flygflottiljen inordnades Krigsflygskolans flygverksamhet operativt under 3. kompaniet. Även uppvisningsgruppen Team 60 överfördes till Skånska flygflottiljen.
Genom försvarsbeslutet 2000 antog riksdagen regeringens proposition, vilken bland annat inkluderade avveckling av två flygflottiljer, Skånska flygflottiljen och Upplands flygflottilj, vilka skulle avvecklas i två etapper. Flygskolan som vid den tidpunkten tillhörde Skånska flygflottiljen, blev tvungna att flytta, då all flygverksamhet skulle vara avvecklad i Ängelholm den 31 december 2002. Temporärt överfördes flygskolan till Upplands flygflottilj (F 16) i Uppsala, där eleverna fick slutföra sin utbildning. Inför försvarsbeslutet hade regeringen gjort den bedömningen att Flygskolan var i behov av ett bansystem med korsande banor. Detta för att den grundläggande flygutbildningen skulle kunna genomföras på ett rationellt och säkert sätt. Vid den tiden var det endast två flottiljer, Skaraborgs flygflottilj (F 7) i Såtenäs och Upplands flygflottilj (F 16) i Uppsala, som hade ett bansystem med korsande banor.
Efter att riksdagen beslutat att Upplands flygflottilj (F 16) skulle avvecklas senast den 31 december 2003, kom Flygskolan under sommaren 2003 att lokaliseras till Malmen. På Malmslätt övertog skolan den tidigare avvecklade Målflygdivisionens förläggningar på norra sidan om flygfältet. På Malmen blev skolan en underenhet och detachement till Blekinge flygflottilj (F 17). 
Inför försvarsbeslutet 2004 ansåg regeringen att verksamheten vid Försvarsmaktens skolor borde renodlas. Bland annat ansåg regeringen att Flygvapnets Uppsalaskolor (F 20) borde inriktas mot utbildning med direkt knytning till flygstridskrafterna. Vilket bland annat medförde att skolan omorganiserades till Luftstridsskolan (LSS). Den nya skolan skulle överta ansvaret för Flygvapnets flygskola samt inordna Försvarsmaktens helikopterutbildning i Luftstridsskolan. Därmed upplöstes och avvecklades Helikopterstridsskolan den 31 december 2004, och från den 1 januari 2005 övertog Luftstridsskolan utbildningsansvaret för Försvarsmaktens helikopterutbildning. Den 1 januari 2006 överfördes i sin tur Flygskolan organisatoriskt till att bli en skola av Luftstridsskolan (LSS), men med bibehållen lokalisering till Malmen.

## Verksamhet
På flygskolan utbildas blivande stridspiloter. Utöver piloter så utbildas även blivande flyglärarna på Flygskolan.

### GFU/GTU
Utbildningen är uppdelad på två utbildningsdivisioner, Grundläggande Flygutbildning (GFU) och Grundläggande Taktisk Flygutbildning (GTU). De båda utbildningarna är på 12 månader var för sig, men innan flygeleven kommer till Flygskolan har denne genomfört sin värnpliktsutbildning och gått en ettårig utbildning under YrkesOfficersProgrammet (YOP), vid Militärhögskolan Halmstad eller Militärhögskolan Karlberg. Efter GTU följer Typ InflygningsSkede (TIS), på Saab 39 Gripen samt Grundläggande FlygSlagsUtbildning (GFSU), båda vid Skaraborgs flygflottilj. Därefter sker vidareutbildning vid insatsdivision på Norrbottens flygflottilj eller Blekinge flygflottilj och kallas då Fortsatt FlygSlagsUtbildning (FFSU). "Klar" som stridspilot är således ett luddigt begrepp, men användbar är man strax efter GFSU.

## Heraldik och traditioner
En av Flygskolans övriga uppgifter är uppvisningsgruppen Team 60. 

## Tjänstgöringstid för flygplanstyper
Det flygplan som används under utbildningen är SK 60.

## Namn, beteckning och förläggningsort
| Flygvapnets flygskola | 1926-07-01 | – |  |

| FlygS | 1969-??-?? | – |  |

| Ljungbyheds flygplats (F) | 1926-07-01 | – | 1997-06-30 |
| Rinkaby flygbas (D)       | 1955-??-?? | – | 1969-??-?? |
| Ängelholm flygplats (F)   | 1997-07-01 | – | 2002-12-31 |
| Uppsala flygplats (F)     | 2003-01-01 | – | 2003-06-30 |
| Malmens flygplats (F)     | 2003-07-01 | – |            |